# 复旦大学经济学院
复旦大学经济学院是复旦大学下属的院系之一，它包含5个系及3个研究所，是以经济类学科为主的学院。该学院是中国经济学年会理事单位之一。

## 历史
1917年，复旦大学建立了复旦大学商科，它是复旦大学经济学院的前身。
1922年，复旦大学建立了复旦大学经济学系。
1929年，复旦大学商科改名为“商学院”。
1952年，大夏大学、英士大学、复旦大学、南京大学、震旦大学、上海学院、金陵大学、圣约翰大学、安徽大学一共9个大学的经济学系合并组成复旦大学经济学系。
1985年，复旦大学经济学院成立。

## 学院组成

### 系
复旦大学经济学院包括5个系，为：
- 经济学系
- 世界经济系
- 国际金融系
- 保险系
- 公共经济学系

### 科研机构
- 世界经济研究所
- 中国社会主义市场经济研究中心
- 金融研究院

### 其他机构
复旦大学经济学院有博士后流动站一共两个，有“政治经济学、世界经济、金融学、产业经济学”一共4个全国重点学科。

## 对外交流
- 荷兰格罗宁根大学经济学院[2]

## 人物

### 知名教授
- 袁志刚，曾任复旦大学经济学院院长
- 蒋学模
- 张薰华
- 伍柏麟
- 姜波克
- 袁志刚
- 华民
- 张军

### 著名校友
- 吴敬琏，中国经济学家
- 王新奎，上海市政协副主席
- 徐子望，香港高盛集团有限公司董事总经理
- 陈天桥，上海盛大网络发展有限公司董事长
- 朱民，国际货币基金组织副总裁